# Kuahuqiao
Kuahuqiao (chinesisch 跨湖桥遗址, Pinyin Kuàhúqiáo yízhǐ) ist eine frühe neolithische Stätte der Kuahuqiao-Kultur (Kuahuqiao Wenhua 跨湖桥文化). Sie wurde in den frühen 1970er Jahren im Dorf Xianghu im Stadtbezirk Xiaoshan von Hangzhou in der chinesischen Provinz Zhejiang entdeckt und hat eine Fläche von etwa 150 000 Quadratmetern, wobei die Fundstücke in 1 bis 3 Metern Tiefe liegen. Die Stätte liegt in damals wie heute hügeligem, von Seen und Flüssen bedecktem Gebiet. Ausgrabungen fanden in den Jahren 1990, 2000/2001 und 2002 statt, wobei jeweils eine Fläche von 300 bis 350 Quadratmetern untersucht wurde.
Die Kuahuqiao-Kultur hat eine Geschichte von 7.000 bis 8.000 Jahren. Zu den bedeutendsten Fundstücken der Stätte gehören die Überreste des frühesten Einbaumes Chinas, der aus einem Kiefernstamm hergestellt wurde. Die Reste sind 5,6 Meter lang und 29 bis 52 Zentimeter breit. Aus der Kuahuqiao-Stätte stammen auch die Reste des ältesten Bogens des Landes. Sie haben eine Länge von 1,21 Metern, das Material des Bogens ist oval und hat eine Breite von 3 bis 3,3 Zentimeter und eine Dicke von 2 bis 2,2 Zentimeter. Der Bogen war aus dem Holz des Maulbeerbaumes hergestellt und mit Rinde umwickelt, die allerdings abgefallen ist.
Bei der Keramik, die in Kuahuqiao gefunden wurde, handelt es sich um Keramik mit Sand-, Kohle- oder Muscheleinschlüssen. Es wurden viele Sorten Schalen und Schüsseln in Wulsttechnik hergestellt, die meist einen runden, selten einen flachen Boden hatten. Wenige Objekte haben einen Sockel, es wurden keine dreibeinigen Gefäße gefunden. Die Verzierungen erfolgten durch Einritzen diverser Muster in den Ton.
Die Grabungen haben ergeben, dass die Gebäude der Menschen aus Holz bestanden und dass die Dorfwege mit Kopfsteinen befestigt waren. Es wurde Reis angebaut, gesammelt, gejagt und gefischt, Haustiere gehalten und die Herstellung primitiver Textilien ist belegt.
Die Kuahuqiao-Stätte in Hangzhou steht seit 2006 auf der Liste der Denkmäler der Volksrepublik China (6-82).

Blick über die Grabungsstätte
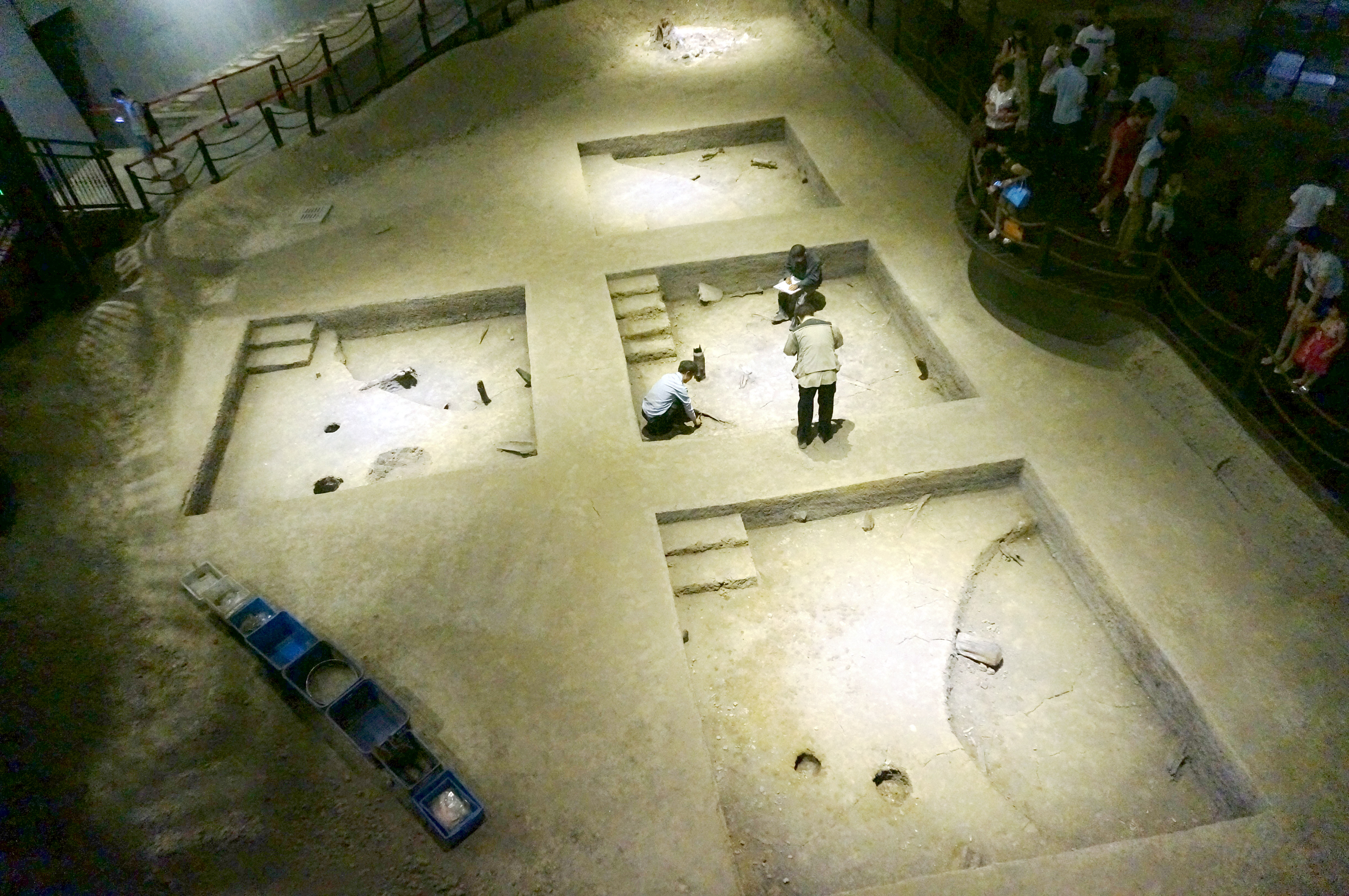
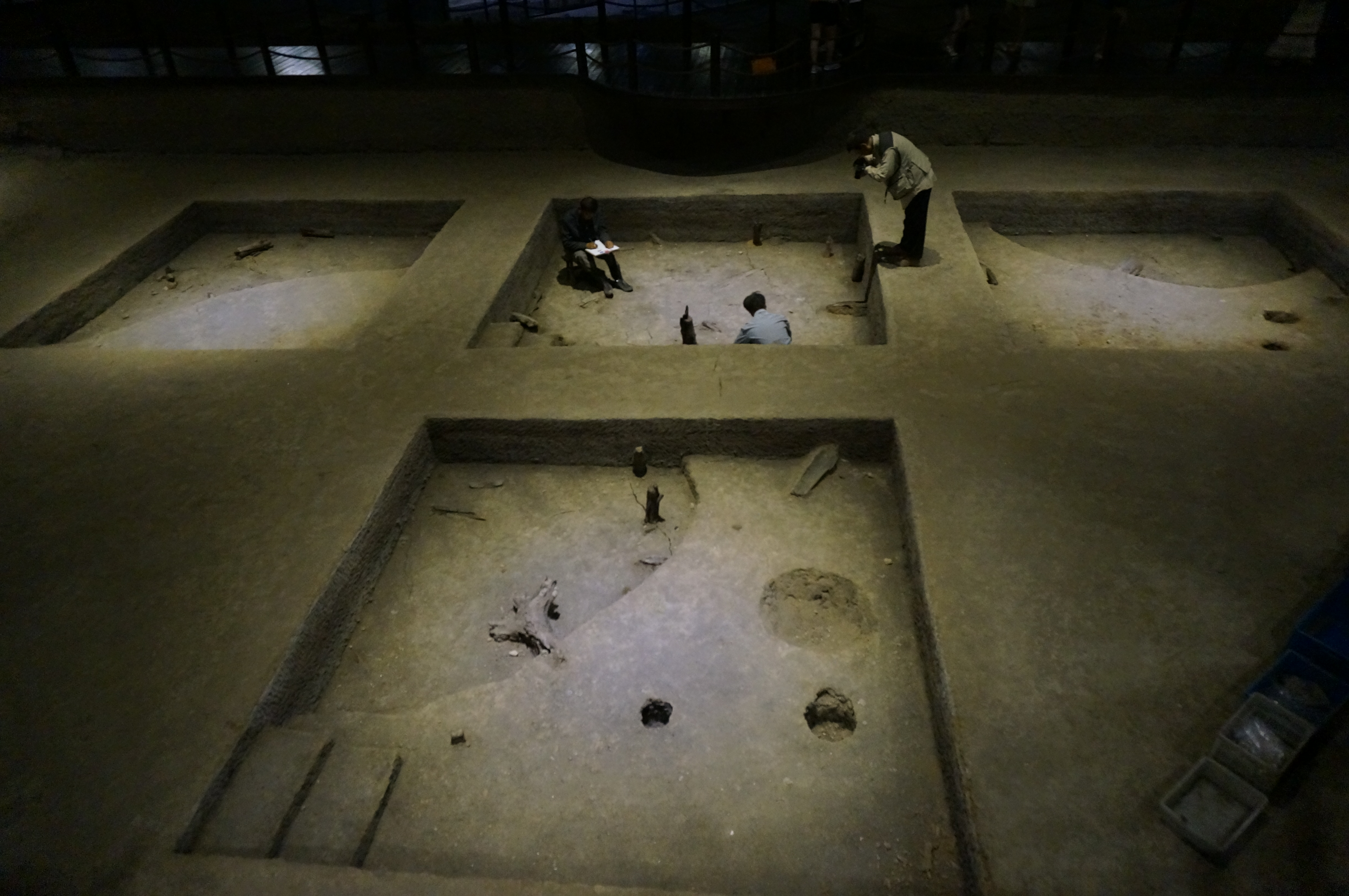

Fundstücke
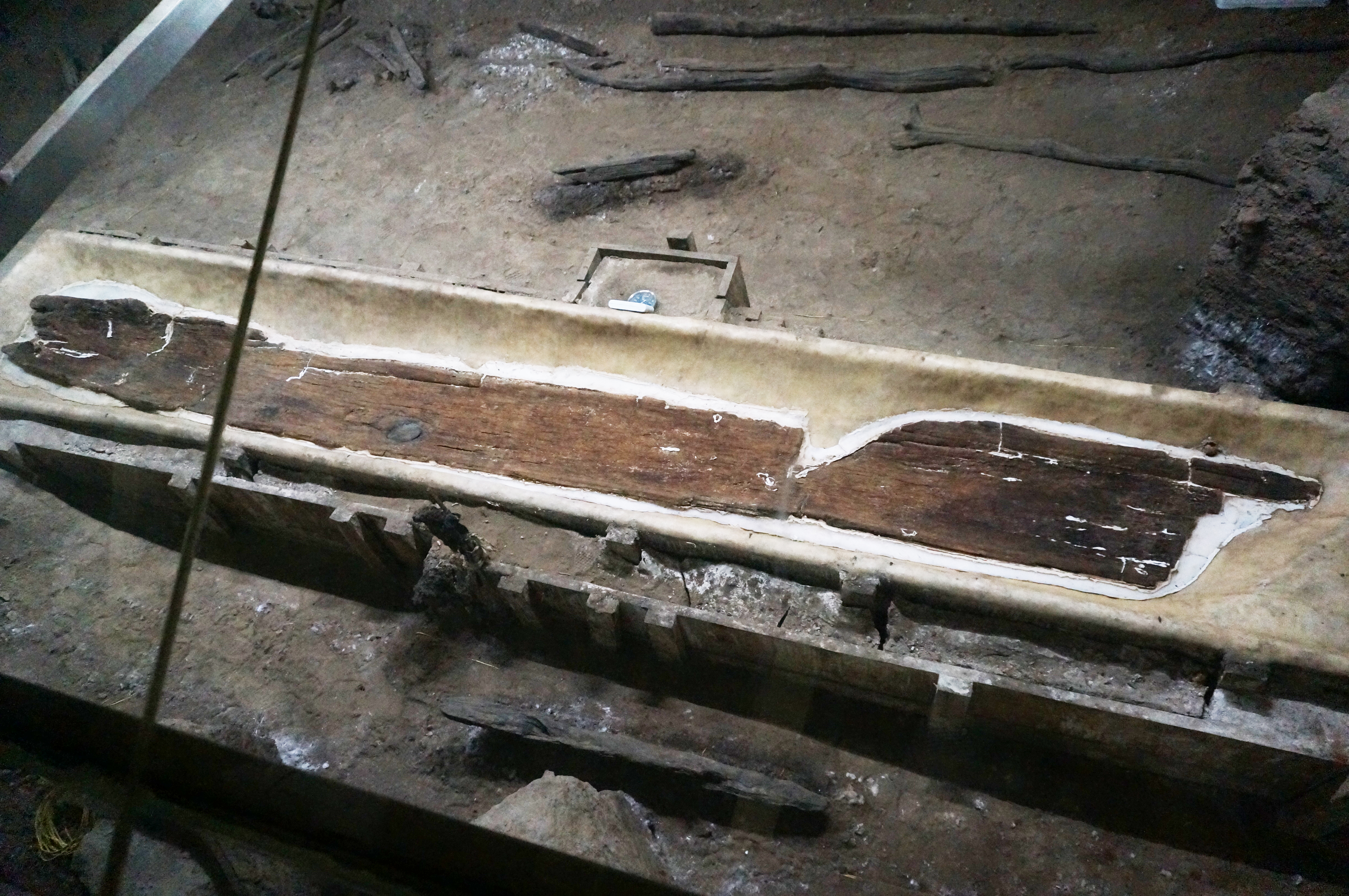
Einbaum
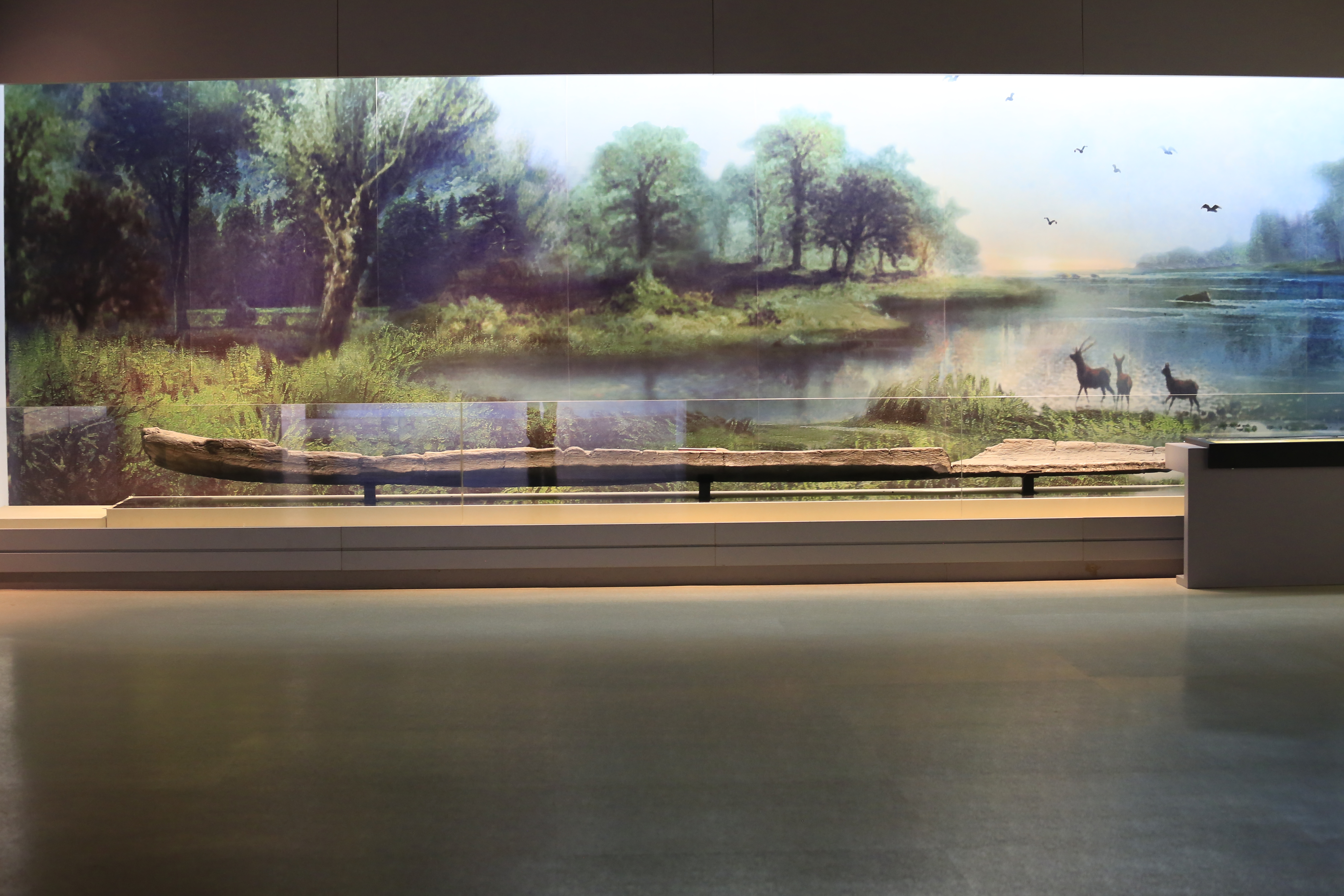
Einbaum, ausgestellt im Zhejiang-Museum
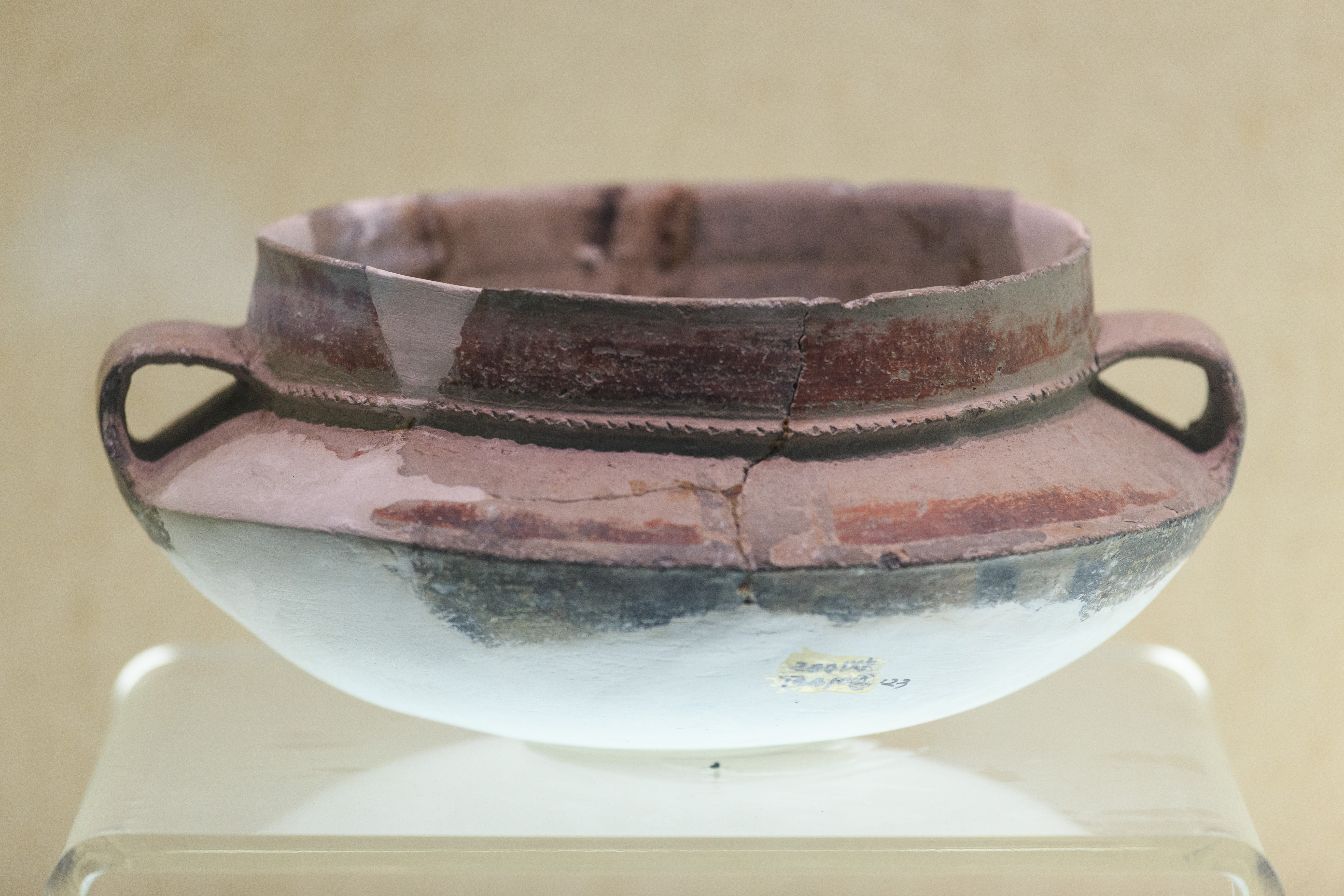
Rekonstruierte Keramik
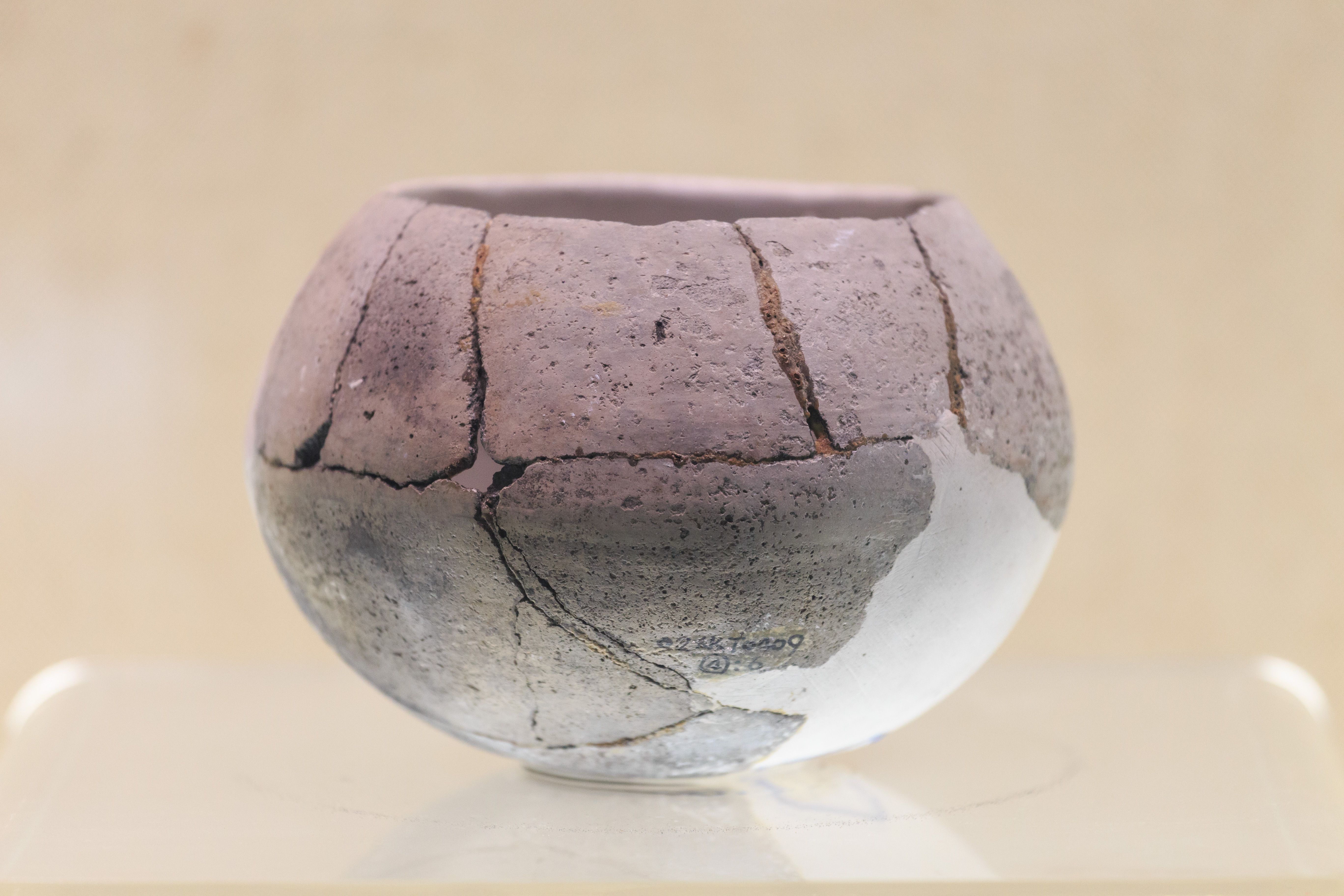
Rekonstruierte Keramik
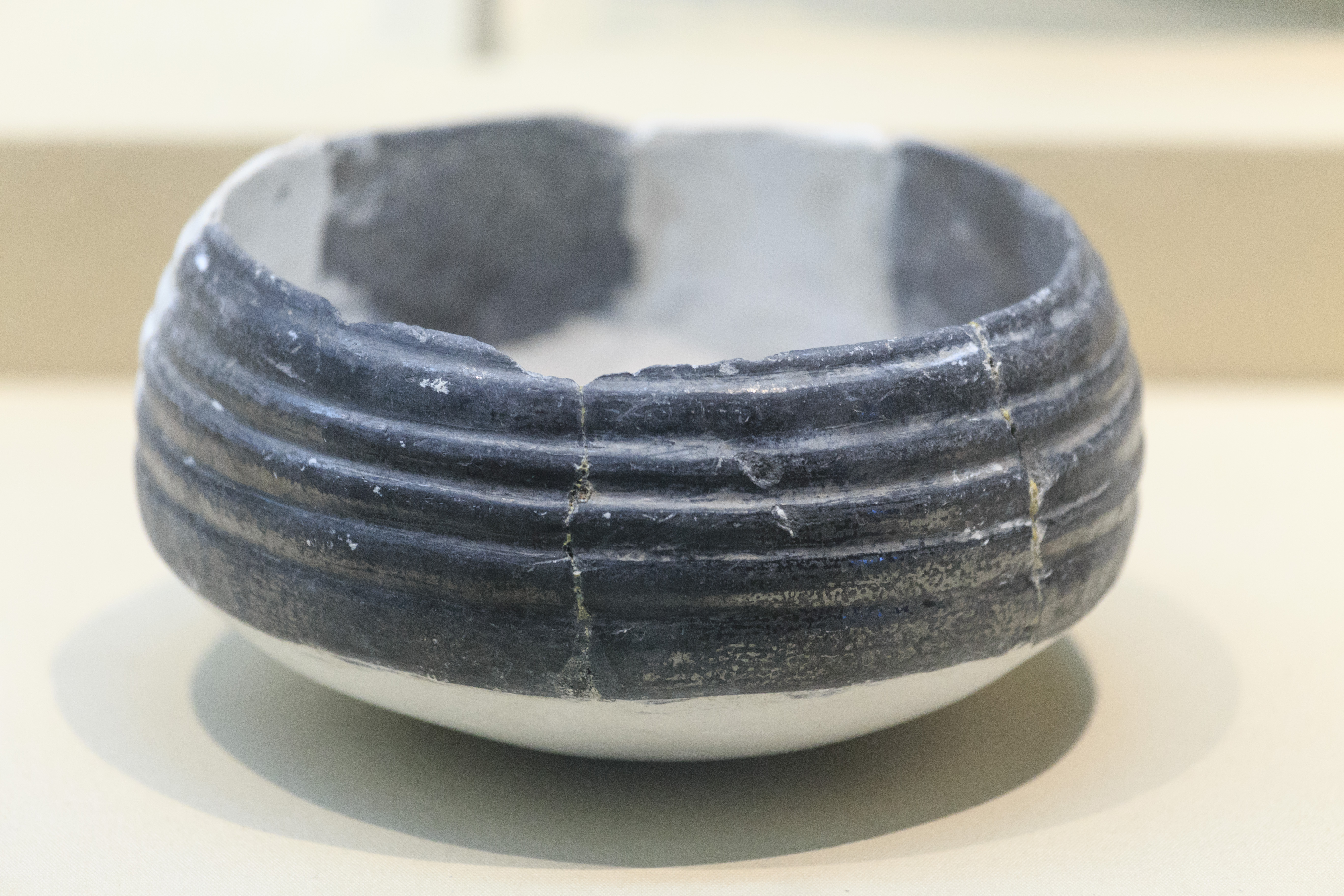
Rekonstruierte Keramik
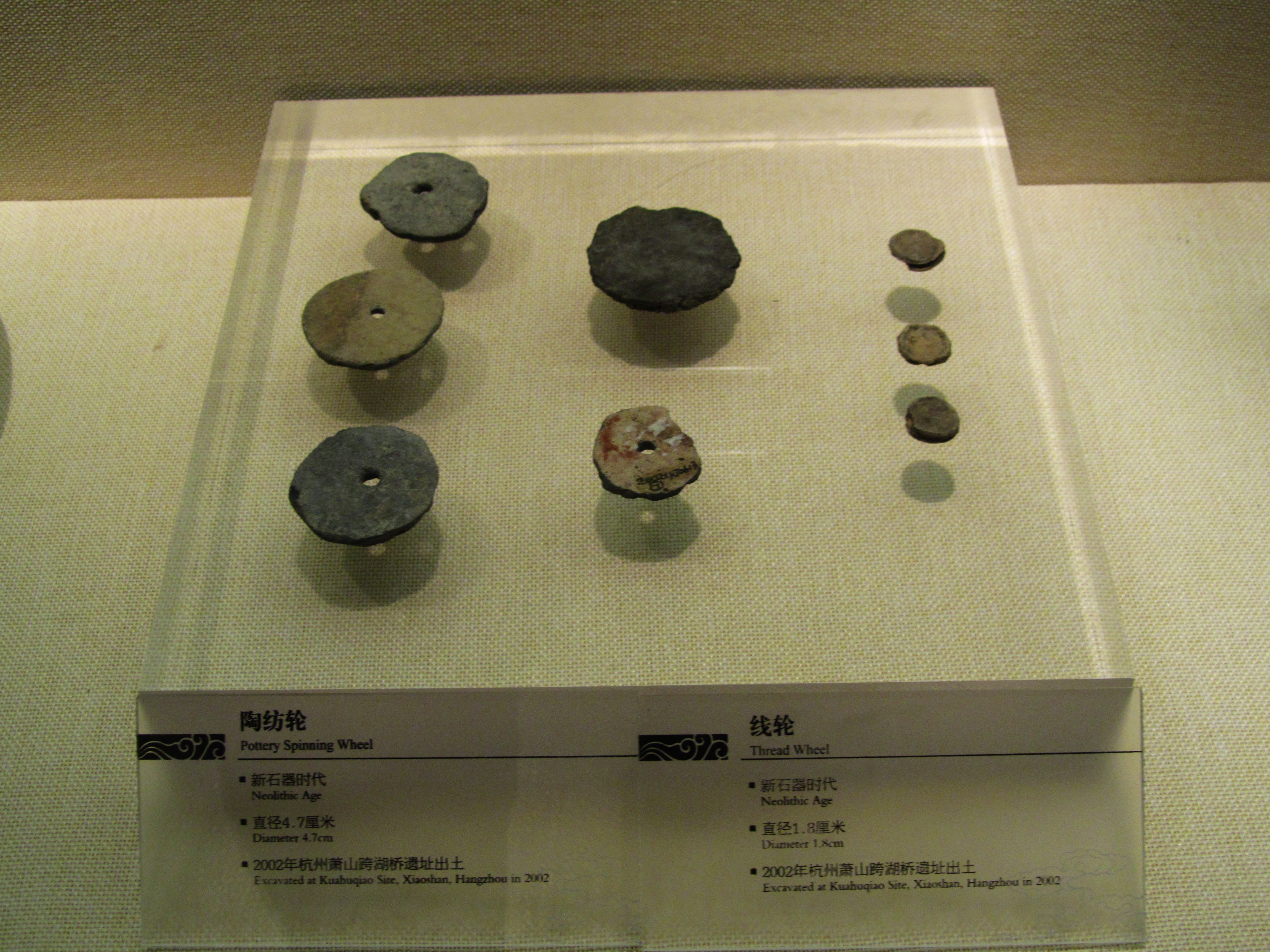
Spindeln für das Spinnen
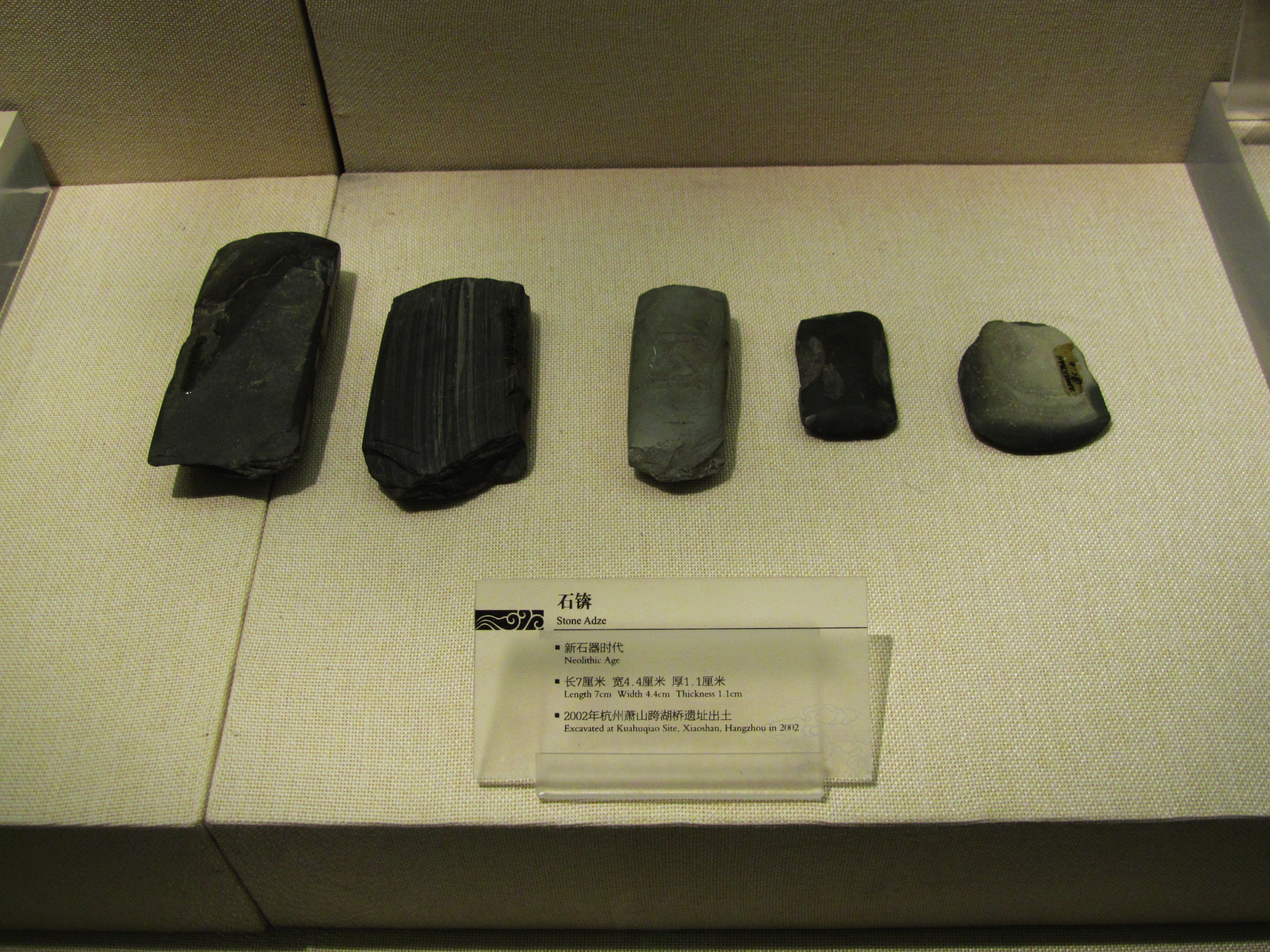
Dechsel aus Stein
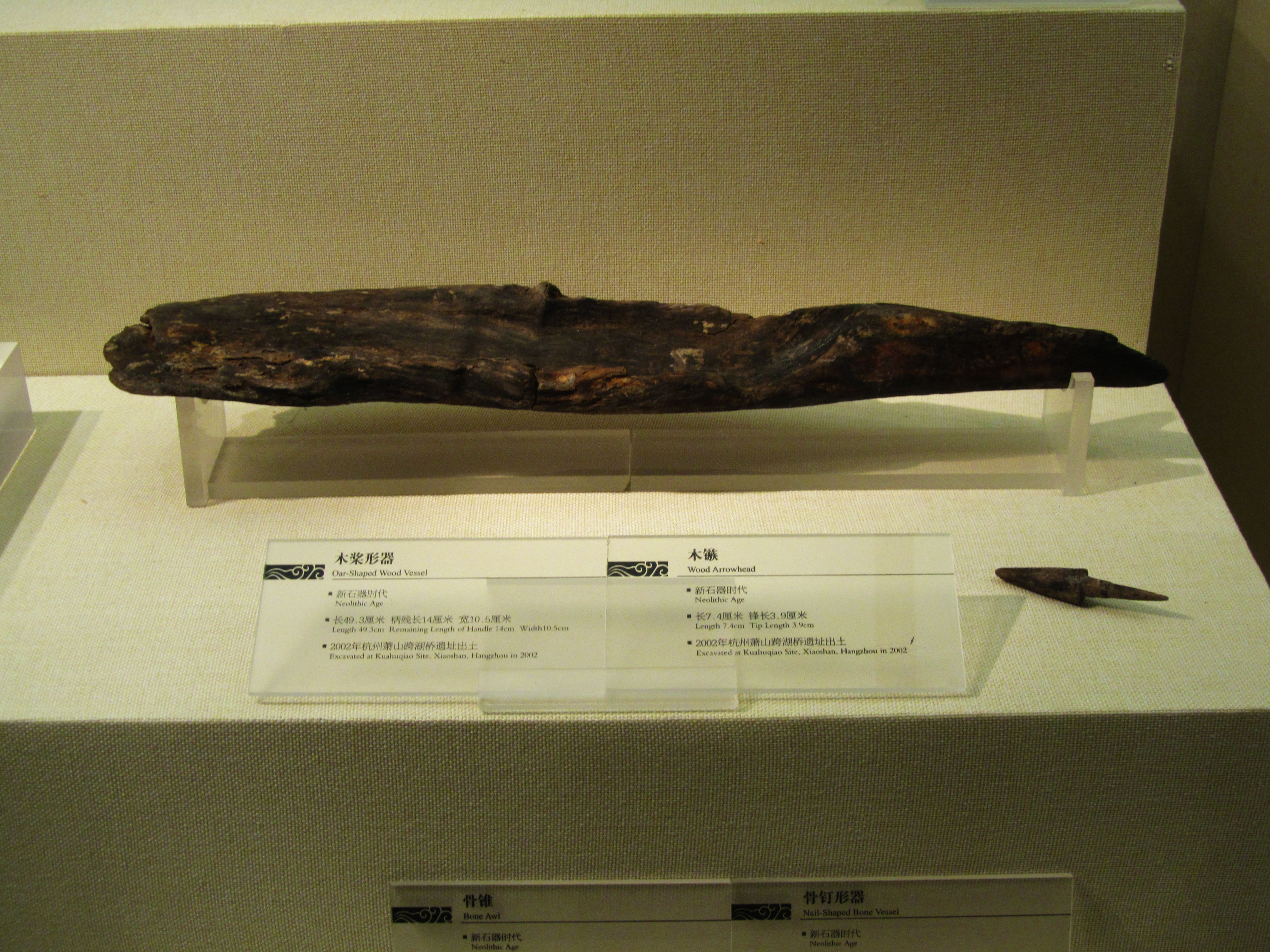
Reste eines hölzernen Behälters, Pfeilspitze
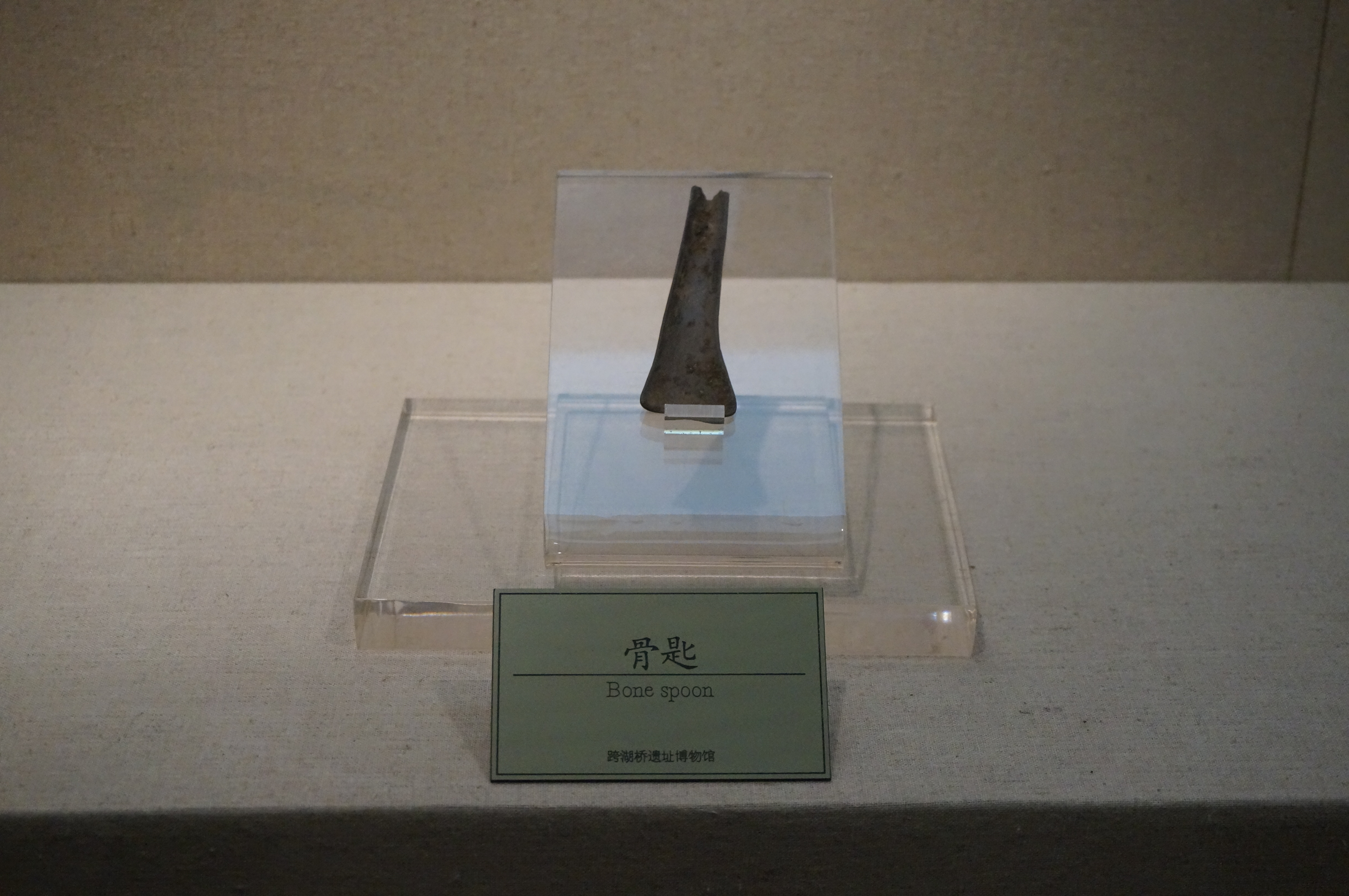
Löffel aus Bein
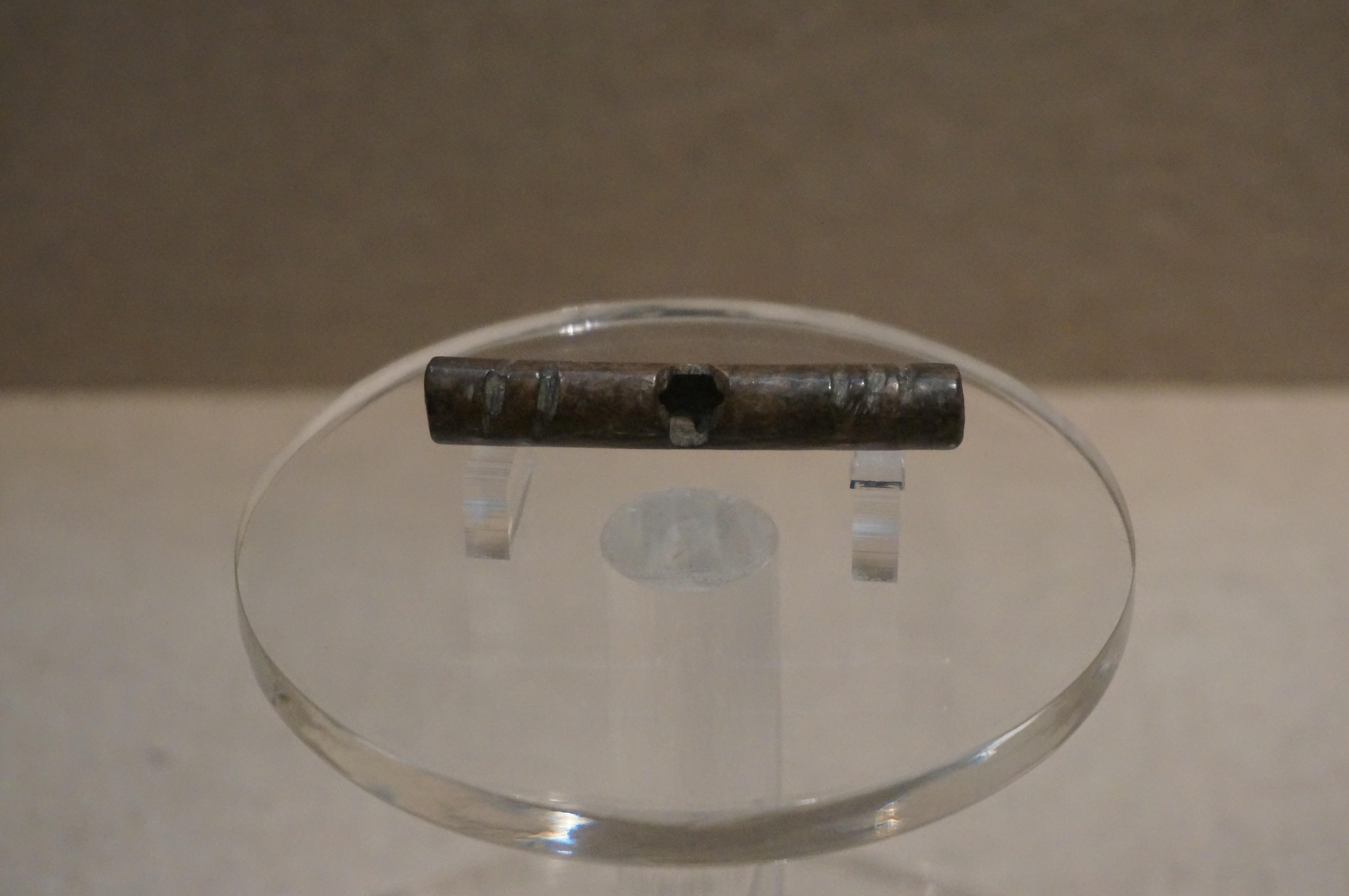
Flöte aus Bein
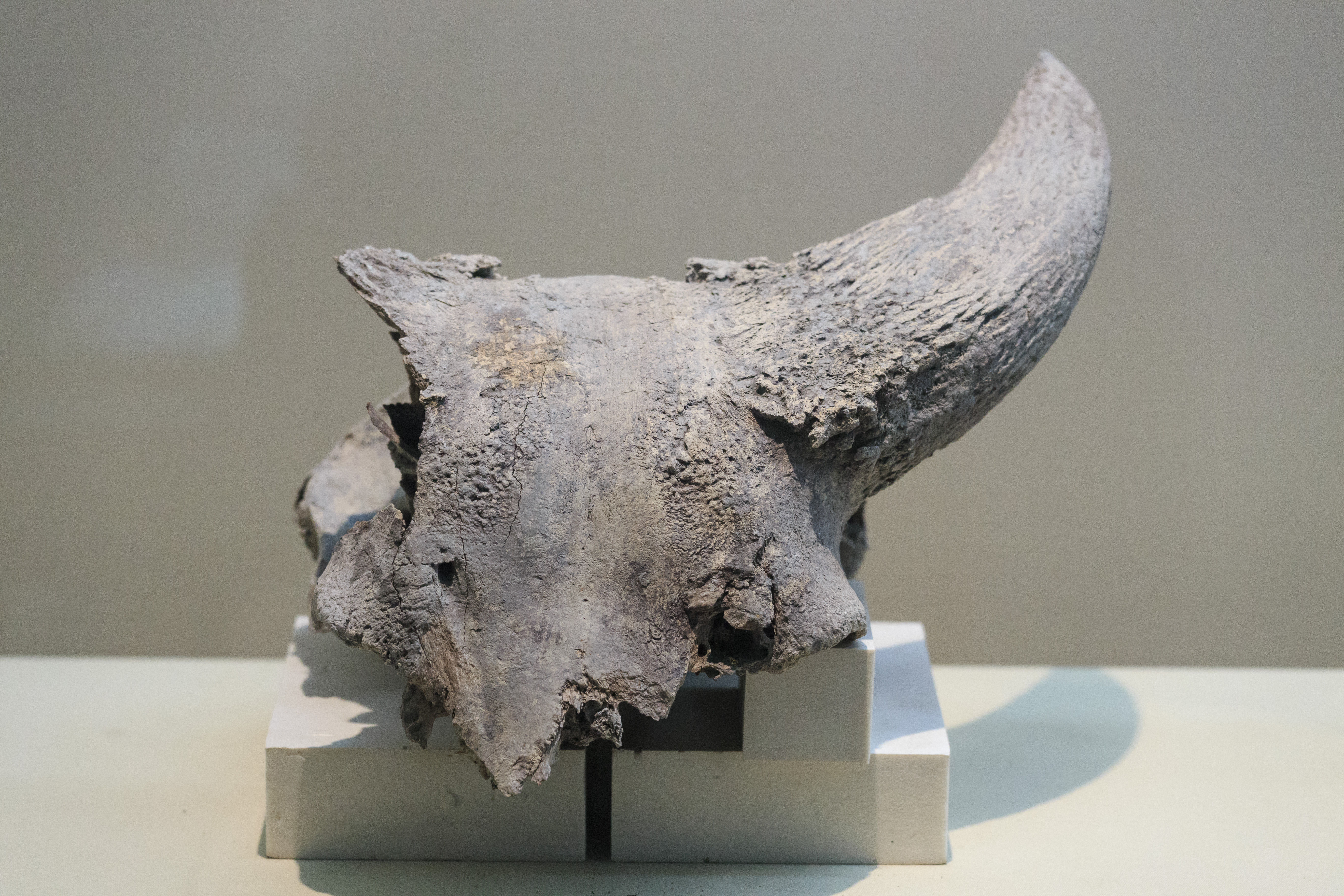
Schädel eines Wasserbüffels